# Целинное (Черлакский район)
Целинное — деревня в Черлакском районе Омской области России. Входит в состав Краснооктябрьского сельского поселения. Население 224 чел. (2010) .

## История
В соответствии с Законом Омской области от 30 июля 2004 года № 548-ОЗ «О границах и статусе муниципальных образований Омской области» деревня вошла в состав образованного муниципального образования «Краснооктябрьское сельское поселение».

## География
Целинное находится на юге-востоке региона, в пределах Курумбельской степи, являющейся частью Чебаклы-Суминской впадины.
Абсолютная высота — 112 м над уровнем моря.

## Население
| 2010 |
| ---- |
| 224  |

Гендерный состав
По данным Всероссийской переписи населения 2010 года в гендерной структуре населения из 224 человек мужчин — 114, женщин — 110	(50,9 и 49,1 % соответственно)
Национальный состав
Согласно результатам переписи 2002 года, в национальной структуре населения русские составляли 73 % от общей численности населения в 309 чел..

## Инфраструктура
Развитое сельское хозяйство. Личное подсобное хозяйство.

## Транспорт
стоит на автодороге «Подъезд к деревне Лесная База» (идентификационный номер 52 ОП МЗ Н-576) длиной 4,20 км..
Остановки общественного транспорта.